# Retrato de Mariano Goya (1827)

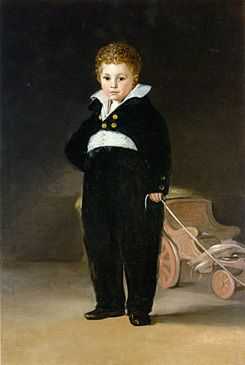
Retrato de Mariano Goya, hacia 1810.

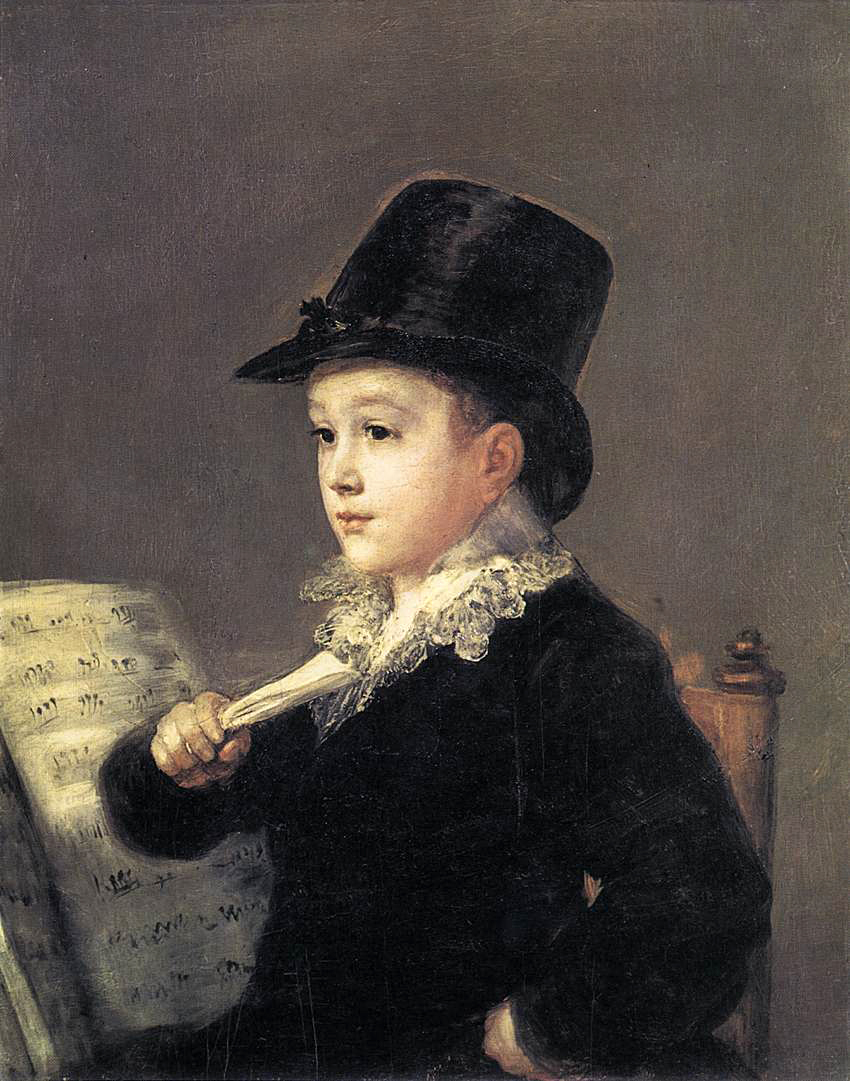
Retrato de Mariano Goya, 1813-1815.

Retrato de Mariano Goya es un óleo del pintor Francisco de Goya. El retrato muestra a Mariano Goya, el único nieto del pintor, y pertenece a la colección del Museo Meadows de Dallas.

## Contexto
Francisco de Goya y su esposa Josefa Bayeu tuvieron seis hijos, pero a excepción de Javier, todos murieron en la primera infancia. En 1804 Javier Goya se casó con Gumersinda Goicoechea, con quien tuvo un único hijo, Mariano, apodado "Marianito". Tanto el hijo como el nieto eran de suma importancia para el pintor, que les dio numerosas pruebas de su afecto y cuidó de su situación económica. Los padres de Mariano vivieron con el pintor hasta 1806, cuando se mudaron a la casa que les dio. Gracias a la dote de Gumersinda y al apoyo de Goya, no trabajaron y llevaron una vida cómoda propensa al lujo. Goya retrató a su nieto tres veces: a la edad de 3-4 años con un juguete, a la edad de 7-9 años con una partitura musical, y cuando era joven en 1827.  El último retrato aun muestra reminiscencias de los delicados e inocentes rasgos del niño.
En 1824, Goya emigró a Francia por temor a represalias del bando de Fernando VII. En septiembre de 1823, poco antes de salir del país, trasfiere a Mariano su propiedad llamada Quinta del Sordo, en la que pintó sus pinturas negras. En Burdeos, apartó gran parte de sus ingresos para mantener a Mariano. En julio de 1827, el pintor de 81 años y mala salud realizó un difícil viaje de Burdeos a Madrid. Se desconoce el motivo del viaje, probablemente quería resolver asuntos financieros relacionados con su salario de pintor de cámara. Durante esta última visita a su tierra natal, pintó este retrato de su nieto Mariano, de 21 años. En 1828, al enterarse de la enfermedad del abuelo, Mariano llega a Burdeos y lo acompaña en sus últimos momentos.
Mariano de Goya y Goicoechea nació el 11 de junio de 1806 en Madrid. En 1831 se casó con Concepción Mariátegui, hija de Francisco Javier Mariátegui, ingeniero militar y miembro de la Real Academia de Bellas Artes de San Fernando. Probablemente tuvieron una hija, Purificación. Mariano realizó especulaciones arriesgadas en la industria minera y la compra de bienes y fincas en tierras confiscadas. En 1854 vendió la Quinta del Sordo, que había recibido de su abuelo. En 1859 enviudó. Perdió su fortuna, especulando en la bolsa de valores, y en consecuencia vendió las pinturas, dibujos y grabados de su abuelo, contribuyendo a la dispersión de la colección familiar. De vez en cuando recurría a la ayuda de miembros de la familia Madrazo como agentes de ventas. Gravemente endeudado, se refugió en localidades menores de Madrid: Fuencarral, Bustarviejo y La Cabrera, a donde pertenecía su finca en el antiguo convento de San Antonio. En 1846 intentó adquirir el título de marqués del Espinar, pero aunque los derechos del vendedor sobre el título resultaron ilusorios, se autodenominó marqués de por vida. Inicialmente, se identificó como liberal, pero bajo la influencia de los fracasos de la vida, sus puntos de vista se radicalizaron y se consideró republicano. Se casó con una vasca, Francisca Vildósola, con quien tuvo dos hijos, Luisa y Francisco, y sus descendientes se apellidan actualmente Sáez de Goya. Murió en La Cabrera el 7 de enero de 1874 a la edad de 68 años.

## Descripción
Es el tercer retrato de Mariano pintado por su abuelo. La obra expresa el profundo amor de Goya por su nieto y un testimonio de su transformación como artista en los últimos años de su vida. Mariano está representado en busto, vestido con una chaqueta oscura, chaleco y camisa blancos y una corbata oscura atada sobre el cuello alto de la camisa. Mira al espectador con una mirada vivaz, ligeramente altiva. Goya presenta a un joven apuesto, de rasgos amables, que trasmite alegría y simpatía juveniles. Tiene ojos grandes y tez rosada, y su espeso cabello castaño rizado parece un halo alrededor de su cabeza. Llama la atención la marca en la mejilla izquierda. Enrique Lafuente Ferrari habló con los habitantes del pueblo donde murió Mariano. Su descripción muestra que su cuerpo acabó lleno de cicatrices producto de los numerosos enfrentamientos a los que lo condujo su fuerte temperamento y mal genio.
El artista a menudo firmaba y dedicaba sus últimos trabajos, y también señaló su edad con cierto orgullo. La inscripción Goya á su / nieto en. 1827, / á / los 81 de su / edad (Goya a su nieto en. 1827, a los 81 años de su edad) se encuentra en el reverso del cuadro. Según Xavier Bray, no es del autor.

## Técnica

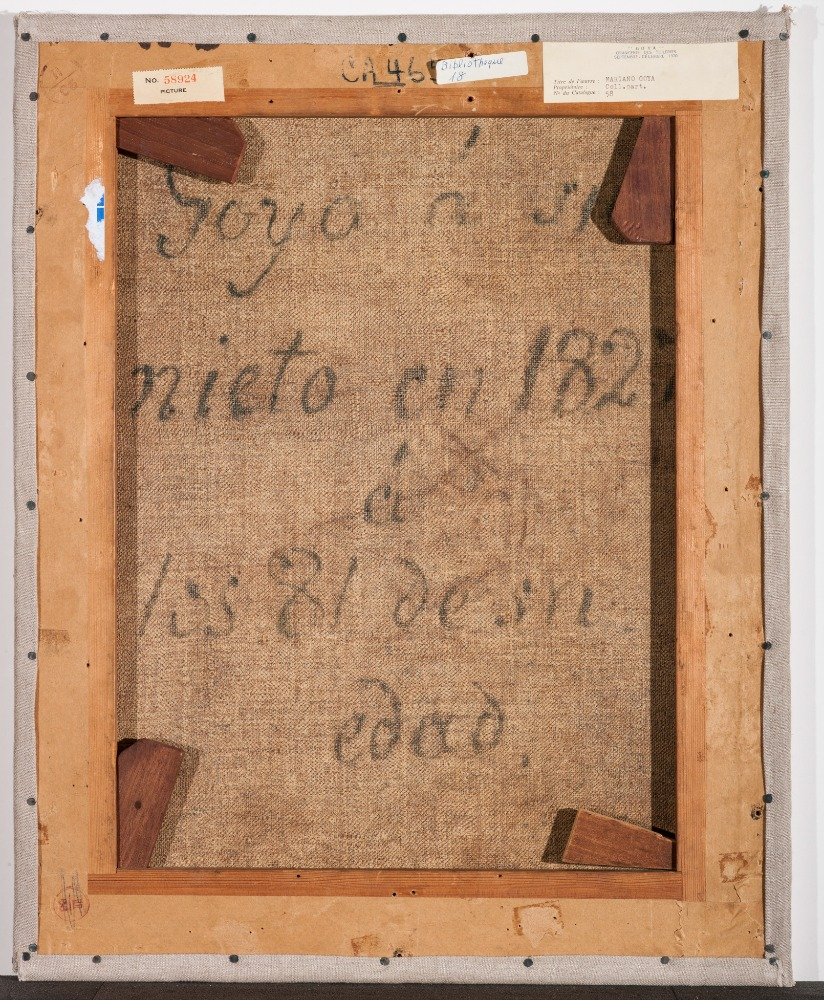
Dedicatoria de Goya en el reverso del cuadro.

Goya pintó principalmente con pinceladas rápidas y decididas, aunque aquí y allá son suaves y pulidas. En algunos lugares la pintura se aplica finamente y en otros de forma impulsiva: un trazo de pincel con un color gris azulado corrige el contorno de la oreja de Mariano . La paleta cromática se limita a las tonalidades de negro, blanco y carne, típico de los últimos retratos de Goya. Al pintar el rostro, usó pintura verde oliva y terrosa, con pinceladas carne y rosa, dejando una capa interna visible en algunos lugares. El enfoque principal del pintor está en el rostro, mientras el atuendo se representó de una manera rápida y esquemática. Hay tres pequeños puntos en forma de botones en el pliegue de la tela blanca debajo de la corbata, uno que parece cubrir un alfiler de corbata rojo rubí. Quizás Goya decidió que no encajaba con los colores tenues de la composición.
El formato del retrato es similar al de otras obras realizadas en los años 1826-1827: Retrato de Jacques Galos, la litografía Retrato del grabador de Gaulon y Retrato de Joaquín María Ferrer de 1824.

## Procedencia
El cuadro perteneció al retratado y luego a varias colecciones privadas: Eduardo Cano de la Peña en Madrid, Manuel Ussel (o Wssel) (1833-1907) en Sevilla, y más tarde en Cartago, Manuel de Urzaiz en Sevilla (hasta 1887) y probablemente D .Zubin en Sevilla, hasta 1902. Luego fue a M. Knoedler & Co. en Nueva York, donde fue comprado en 1954 por el coleccionista griego George Embiricos. En enero de 2013, fue subastado en Sotheby's, pero no encontró comprador. Más tarde ese mismo año, fue adquirido por la Meadows Foundation con una donación del filántropo Eugene McDermott para celebrar el 50 aniversario del Museo Meadows.